# Ectopatria dimidiata
Ectopatria dimidiata là một loài bướm đêm trong họ Noctuidae.